# عثمان غازي (مدينة)
عثمان غازي (بالتركية: Osmangazi)‏ هي أحد المديريات التابعة لمدينة بورصة، والتي تعتبر من أكبر المناطق الحضرية فيها، أخذت المنطقة اسمها من الغازي عثمان الأول، مؤسس الدولة العثمانية، تتكون المدينة من 137 حي، والتي تمتد على مساحة 1165 كم2.